# Лорен Рідлофф
Лорен Рідлофф (англ. Lauren Ridloff; нар. 6 квітня 1978, Чикаго, Іллінойс, США) — американська акторка, найбільш відома роллю Конні в серіалі AMC «Ходячі мерці».

## Ранні роки
Лорен Теруель народилася в Чикаго, штат Іллінойс, США. Її батько працював викладачем в Іллінойському університеті в Чикаго, а мати була художницею. Про порушення слуху своєї дочки вони дізналися в 2 роки. Вони вивчили жестову мову, а також записали її в католицьку школу для поганочуючих. Пізніше її відправили вчиться в середню школу для глухонімих у Вашингтоні. Там вона показувала відмінні результати в навчанні, а також входила в групу підтримки, що зробило її однією з перших людей з вадами слуху учасниць групи підтримки міжнародного рівня. Після закінчення середньої школи, вона вступила в Університет штату Каліфорнія в Нортріджі, в якому базувався Національний центр глухонімих. Там вона зайнялася вивченням англійської мови. Після закінчення університету у 2000 року вона була залучена в програму щодо поліпшення середньої освіти для людей з вадами слуху. Того ж року вона перемогла в конкурсі Національної асоціації людей з вадами слуху «Міс глуха Америка». До цього вона вже перемагала в подібному конкурсі «Міс глухий Іллінойс». Пізніше вона вступила до Гантерського коледжу з метою стати педагогом. Після отримання ступеня магістра в галузі освіти 2005 року вона почала працювати в дитячому садку в Нью-Йорку.

## Кар'єра
Рідлофф розпочала свою акторську кар'єру з невеликої ролі у фільмі «Світ, повний чудес», хоча спочатку вона була консультантом з мови жестів. Трохи пізніше вона з'явилася в кліпі «Love Me Now» Джон Ледженд. 2018 року вона приєдналася до виробництва п'єси «Діти меншого бога» як фахівець з мови жестів, але незабаром режисер Кенні Леон запропонував їй головну роль у п'єсі. На думку Рідлофф, найскладнішим аспектом даної ролі було використання її голосу, яким вона не користувалася з 13 років. Прем'єра відродженої п'єси відбулася на Бродвеї у квітні 2018 року, а закриття — 27 травня 2018 року. За акторську роботу в п'єсі Рідлофф була номінована на ряд театральних нагород, включаючи премію «Тоні» за «кращу жіночу роль в п'єсі».

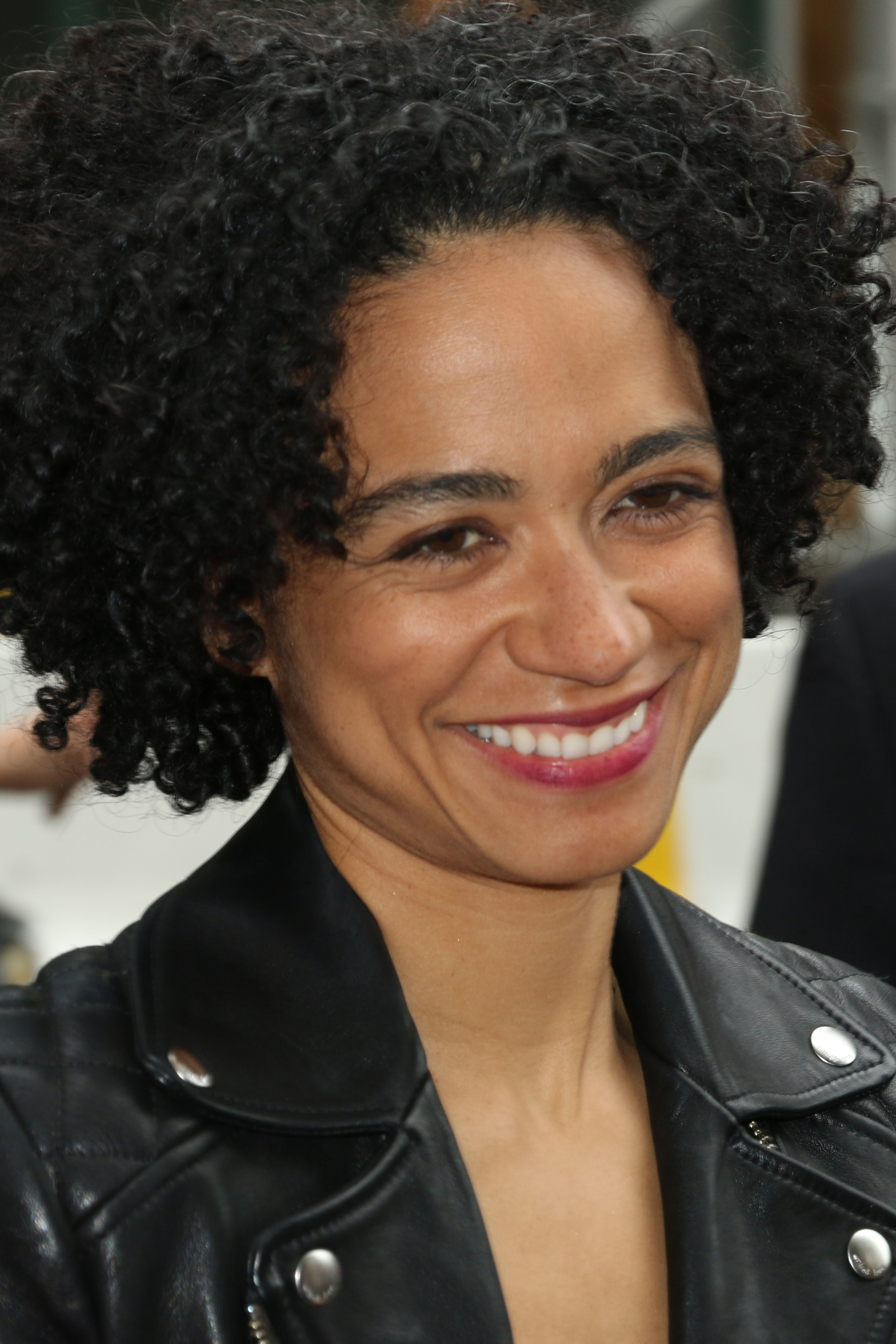
Рідлофф на завершення показу п'єси «Діти меншого бога» в травні 2018 року.

Рідлофф є великим фанатом «Ходячих мерців». Тому вона проявила бажання приєднається до акторського складу серіалу. Вона отримала роль Конні, що вперше з'явилася у 9-му сезоні. У липні 2019 року Рідлофф отримала роль Мак-Карі в супергеройському фільмі від Marvel «Вічні»

## Особисте життя
Лорен вийшла заміж за Дугласа Рідлоффа 2006 року. У пари є двоє дітей, які також мають проблеми зі слухом. Сім'я проживає в Вільямсбергу, Бруклін, Нью-Йорк.

## Фільмографія
| Рік       |   | Українська назва   | Оригінальна назва | Роль      |
| --------- | - | ------------------ | ----------------- | --------- |
| 2017      | ф |                    | Sign Gene         | агент QIA |
| 2017      | ф | Світ, повний чудес | Wonderstruck      | Перл      |
| 2018—2022 | с | Ходячі мерці       | The Walking Dead  | Конні     |
| 2018      | с | Спадок             | Legacies          | Дракон    |
| 2018      | с | Новий Амстердам    | New Amsterdam     | Марго     |
| 2019      | ф | Звук металу        | Sound of Metal    | Діана     |
| 2021      | ф | Вічні              | The Eternals      | Маккари   |

## Нагороди та номінації
| Рік                                     | Нагорода | Категорія                 | Робота            | Результат |
| --------------------------------------- | -------- | ------------------------- | ----------------- | --------- |
| Тоні                                    | 2018     | Краща жіноча роль в п'єсі | Діти меншого бога | Номінація |
| Drama League Award                      | 2018     | Краще театральне виступ   | Діти меншого бога | Номінація |
| Премія Зовнішнього суспільства критиків | 2018     | Краща актриса п'єси       | Діти меншого бога | Номінація |
| CinEuphoria Awards                      | 2020     | Спеціальний приз          | Ходячі мерці      | Перемога  |